# Theodore Seio Chihara
Theodore Seio Chihara (1929) é um matemático estadunidense, que trabalha com polinômios ortogonais, tendo introduzido os polinômios de Al-Salam–Chihara, polinômios de Brenke–Chihara e polinômios de Chihara–Ismail.
Obteve um doutorado em 1955 na Universidade Purdue, orientado por Arthur Rosenthal.

## Publicações
- Chihara, Theodore Seio (1978), An introduction to orthogonal polynomials, ISBN 978-0-677-04150-6, Mathematics and its Applications, 13, New York: Gordon and Breach Science Publishers, MR 0481884, Reprinted by Dover 2011, ISBN 978-0-486-47929-3
- Chihara, Theodore Seio (2001), «45 years of orthogonal polynomials: a view from the wings», Proceedings of the Fifth International Symposium on Orthogonal Polynomials, Special Functions and their Applications (Patras, 1999), Journal of Computational and Applied Mathematics, ISSN 0377-0427, 133 (1): 13–21, MR 1858267, doi:10.1016/S0377-0427(00)00632-4